# Al-Adiyat

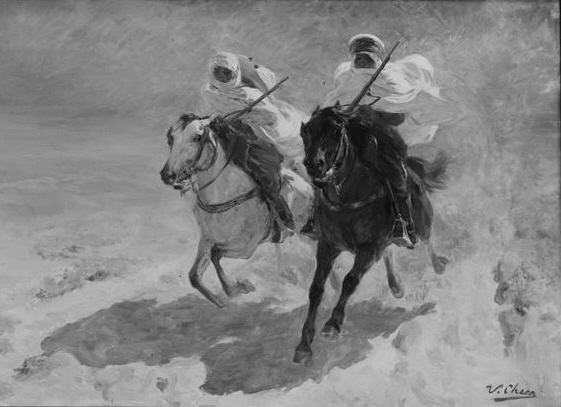
Entre deux oasis, målning av Checa Y Sanz Ulpiano (1860-1916)

Al-'Ādiyāt (arabiska: سورة العاديات) ("Stridshästarna") är den hundrade suran i Koranen med 11 verser (ayah).
Suran börjar med en bild av plundrare till häst, som kommer för att ta vad som inte är deras. Detta är en bild av giriga män som var bekant för de arabiska folken på profeten Muhammeds tid: en invaderande armé på jakt efter ett byte. Bilden skall enligt vissa uttolkare förstås som ett exempel på världslighet och shirk - avgudadyrkan inom islam, den största synden mot Gud. Det är en bild av människor som är villiga att skada sina medmänniskor av lust och för världslig rikedom. Andra uttolkare hänvisar till hur hästar beter sig under sina befälhavare. Mänskligheten fortsätter att visa olydnad inför Herren, och därför är hästar bättre än människor.
En tradition säger att denna sura uppenbarades efter kriget Dhat al-Salasil. Det har sagts att Ali ibn Abi Talib tillsammans med en armé vid gryningen anföll sina fiender, som bestod av 12 000 man och hade i syfte att döda muslimerna i Medina. En annan tolkning av verserna är att de refererar till pilgrimers kameler som rusar från Mash'ar till Mina vid gryningen, eller att verserna kan syfta på båda två tolkningarna samtidigt.
I surans avslutning påpekas att mänskligheten i sina synder är ett bevis mot sig själv. På Domedagen, "då det som göms i gravarna strös omkring och det som människorna har dolt i sina hjärtan uppenbaras", kommer människorna dömas i enlighet med vad deras avsikter varit i livet. Människorna är medvetna om vad de gör och varför, men Gud är medveten om det i än högre grad: också det som i människornas hjärtan är dolt är känt för Gud.
Suran lyder i översättning: 
| ”                                                                      | [1] SE de frustande stridshästarna! [2] Se hur deras [hovar] slår upp gnistor [3] när de galopperar till anfall i den tidiga morgonen [4] [och] hur de river upp moln av damm [5] när de stormar fram i stridsvimlet! [6] MÄNNISKAN är sannerligen djupt otacksam mot sin Herre - [7] om detta vittnar hon själv - [8] och visar sin kärlek till rikedom i ivern [att samla mer]. [9] Vet hon inte [att] då det som göms i gravarna strös omkring [10] och det som människorna har dolt i sina hjärtan uppenbaras; [11] den Dagen [skall det bli uppenbart att] deras Herre var väl underrättad om dem. | „ |
| – ur Koranens budskap i översättning av Mohammed Knut Bernström (2000) | |   |